# Charles Fitzroy, 2:e hertig av Grafton
Charles Fitzroy, 2:e hertig av Grafton, född 25 oktober 1683 på Arlington House, Middlesex, död 6 maj 1757, var en brittisk politiker. Han var son till Henry Fitzroy, 1:e hertig av Grafton.
Han gifte sig 1713 med Lady Henrietta Somerset (1690-1726) , dotter till Charles Somerset, markis av Worcester.
Han var lordlöjtnant av Suffolk 1705-1757. Han var dessutom Lord of the Bedchamber mellan 1714 och 1717. Han valdes in som medlem av Privy Council 1715. Han fungerade också som hovmarskalk (Lord Chamberlain) 1724-1757, under Georg I av England och Georg II av England.
Han utsågs till riddare av Strumpebandsorden 1721 och 1749 invaldes han i Royal Society.

## Barn
- Charles Henry FitzRoy, earl av Euston (1714-1715)
- George FitzRoy, earl av Euston (1715-1747), gift med lady Dorothy Boyle (1724-1742)
- Lord Augustus FitzRoy (1716-1741), gift med Elizabeth Cosby (död 1788)
- Lord Charles FitzRoy (1718-1739)
- Lady Caroline FitzRoy (1722-1784), gift med William Stanhope, 2:e earl av Harrington
- Lady Harriet FitzRoy (1723-1735)
- Lady Isabella FitzRoy (1726-1782), gift med Francis Seymour-Conway, 1:e markis av Hertford